# 龍光院 (和歌山県高野町)

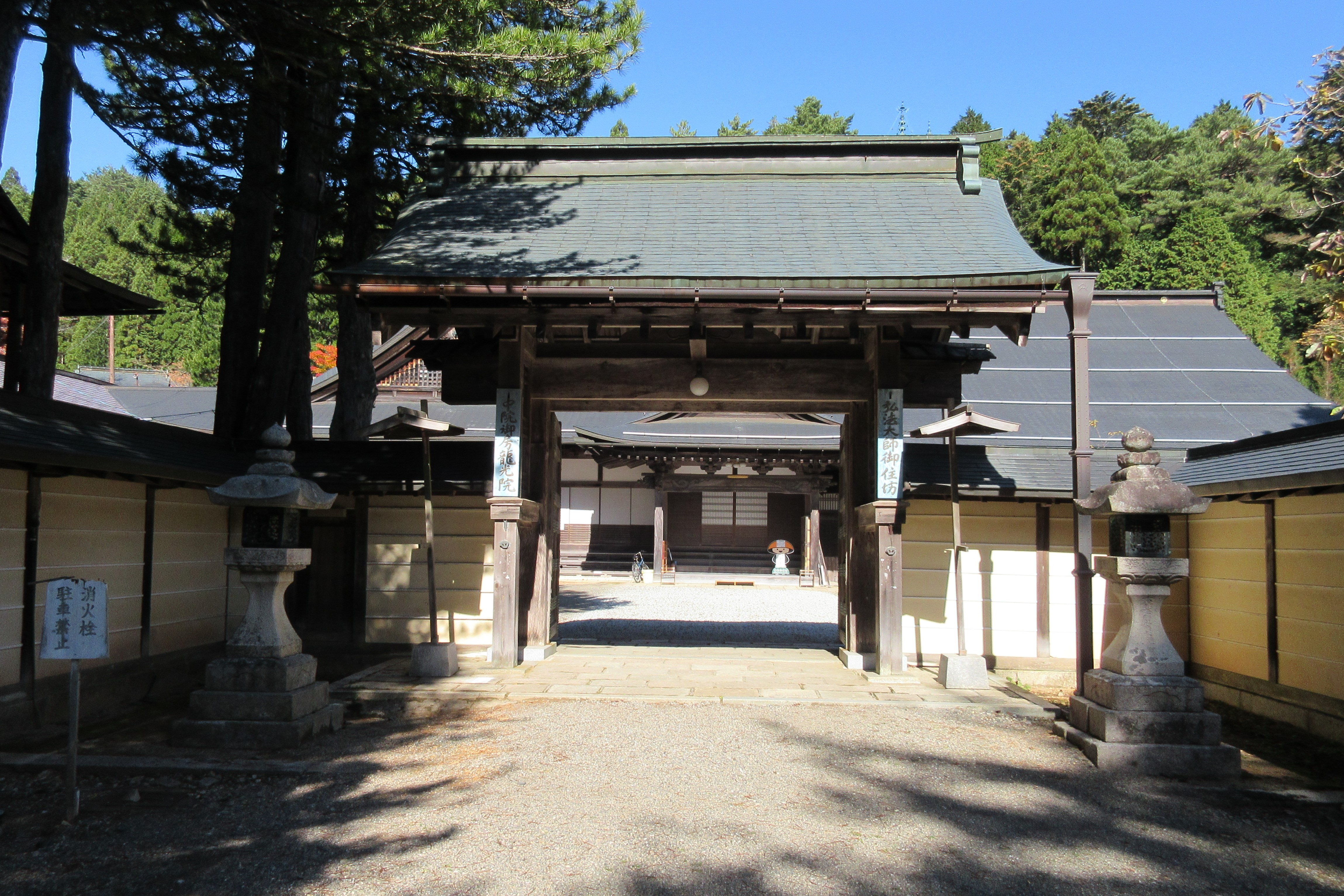
龍光院山門

龍光院（りゅうこういん）は、和歌山県伊都郡高野町高野山にある真言宗寺院で、高野山真言宗の別格本山である。本尊は大日如来。

## 歴史
この寺は、高野山において空海が住した院であったとされ、古くから中院と称されていた。平安時代後期の僧明算（1021年 - 1106年）が入って龍光院と号したという。かつては、多くの寺領・末寺を有していた。

## 文化財

### 国宝
- 絹本著色伝船中湧現観音像 - 平安時代後期
- 紫紙金字金光明最勝王経 10巻 - 聖武天皇が各地の国分寺に安置させた「国分寺経」の遺品。どこの国分寺にあったものかは不明。
- 大字法華経（巻三を欠く）7巻 - 奈良時代
- 細字金光明最勝王経 2巻 - 唐時代

### 重要文化財
- 絹本著色狩場明神像
- 絹本著色両界曼荼羅図
- 木造屏風本尊 6面
- 木造兜跋毘沙門天立像
- 厨子入倶利伽羅竜剣
- 蓮華形柄香炉
- 灌頂道具類　
  - 傘蓋一対（蓋2張、軸及び骨一具、蓋幡4旒2組、龍頭2頭）
  - 宝冠一対
  - 明鏡（鏡箱入）一対
  - 瓶1口
  - 塗香器（台皿付）1口
  - 附:泥塔1基、袈裟3領、五鈷鈴1口、七鈷鈴1口、団扇1柄、箪笥1基
- 諸経要集 巻第五
- 註仁王般若経 巻第一
- 放光般若波羅蜜経 巻第九 - 天平十五年五月十一日光明皇后願経
- 大毘盧遮那経（白朱両点本）・大毘盧遮那経供養次第法疏 巻第二（朱点本）8帖
- 大毘盧遮那経 巻第一

## 所在地
- 和歌山県伊都郡高野町高野山147